# Каретников Микола Миколайович
Микола Миколайович Каретников (рос. Никола́й Никола́евич Каре́тников; 28 червня 1930, Москва, РРФСР, СРСР — 9 жовтня 1994, Москва, Росія) — радянський і російський композитор. Заслужений діяч мистецтв Російської Федерації (1993).

## Життєпис
Закінчив Московську консерваторію (1953).
Автор музики до опер («Тіль Уленшпігель», «Містерія апостола Павла») та балетів («Ваніна Ваніні», «Крихітка Цахес на прізвисько Цинобер»); хорових, камерних і симфонічних творів; до телевистав та драматичних спектаклів провідних московських театрів; кінофільмів і мультфільмів.
З 1957 року — в кінематографі. Працював на картинах відомих радянських режисерів О. Алова і В. Наумова, М. Хуцієва, Е. Кеосаяна, С. Куліша, Л. Пчолкіна, К. Худякова, А. Смирнова, І. Авербаха, М. Досталя та ін.

## Фільмографія
- «Пастух» (1957, короткометражний, реж. І. Бабич)
- «Мир тому, хто входить» (1961)
- «Бий, барабане!» (1962)
- «Монета» (1962)
- «Наш дім» (1965)
- «Подорож (кіноальманах):»: новела «Сніданки сорок третього року» (1966)
- «Поганий анекдот» (1966)
- «Першоросіяни» (1967)
- «Штрихи до портрету В. І. Леніна» (1967—1970)
- «Перехідний вік» (1968)
- «Біг» (1970)
- «Діти» (1970, короткометражний)
- «Там, вдалині, за рікою...» (1971)
- «Світла річка Вздвіженка» (1971)
- «Кінець Любавіних» (1971)
- «На півночі, на півдні, на сході, на заході»/«Завжди напоготові!» (1972)
- «Безприданниця» (1974, фільм-спектакль)
- «Пригоди Чичикова. Манілов» (1974, мультфільм)
- «Пригоди Чичикова. Ноздрьов» (1974, мультфільм)
- «Садко багатий» (1975, мультфільм)
- «Чорний караван» (1975)
- «Легенда про Тіля» (1976)
- «Зустріч на далекому меридіані» (1977)
- «Хлопчаки» (1978)
- «Лев Толстой — наш сучасник» (1978, документальний)
- «Вірою і правдою» (1979)
- «Пер Гюнт» (1979, мультфільм)
- «Змова Фієска в Генуї» (1980, фільм-спектакль)
- «Нора» (1980, фільм-спектакль)
- «Голос» (1982)
- «Король Лір» (1982, фільм-спектакль)
- «Народження Геракла» (1982, мультфільм)
- «Кінець і початок» (1983)
- «Синичкин календар» (1983—1984, мультфільм)
- «Тев'є-молочник» (1985, фільм-спектакль)
- «Вина лейтенанта Некрасова» (1985)
- «Сестра моя Люся» (1985)
- «Брід» (1987)
- «Кам'яна квітка» (1987, фільм-спектакль)
- «Прощавай, шпано замоскворецька…» (1987)
- «Десять днів, які потрясли світ» (1987, фільм-спектакль)
- «На допомогу, братці!» (1988)
- «Влада Соловецька. Свідоцтва та документи» (1988, документальний)
- «Свій хрест» (1989)
- «Золоті слова» (1989, мультфільм)
- «Закон» (1989)
- «Зроблено в СРСР» (1990)
- «Нескінченність»
- «Завтра» (1992)
- «Аксьонушка» (1994)
- «Дрібний біс» (1995) та ін.

Автор музики до українських фільмів:
- «Дочка Стратіона» (1964, Одеська кіностудія, реж. В. Левін)
- «Біла тінь» (1979, к/с ім. О. Довженка, реж. Євген Хринюк)
- «Серед тисячі доріг» (1983, Одеська кіностудія, реж. В. Зобін)
- «До розслідування приступити» (1986, «Версія», к/с ім. О. Довженка, реж. А. Бенкендорф)